# Sông Tormes
Sông Tormes là một con sông ở Tây Ban Nha, chi lưu phía tả ngạn của sông Douro, bắt nguồn từ khu vực Tormejón Prado thuộc dãy núi Sierra de Gredos trong địa phận đô thị Navarredonda de Gredos tỉnh Ávila. Sông Tormes chảy qua các tỉnh Ávila và Salamanca để đổ vào sông Douro trong khu vực đô thị Villarino de los Aires (Salamanca) tại nơi gọi là Ambasaguas, sau khi đã chảy trên quãng đường dài 284 km.
Do các đặc trưng của mình (ngắn, trong khu vực có khí hậu Địa Trung Hải) nên con sông này không đảm bảo việc cung cấp nước cho các trung tâm dân cư về mùa hè và vì thế vào cuối thập niên 1960 người ta đã cho xây dựng đập Santa Teresa với dung tích 496 triệu mét khối để điều chỉnh sự cung cấp nước trong mùa hè và làm giảm ngập lụt trong mùa đông. Cách cửa sông khoảng 12 km là đập Villagonzalo với hồ chứa nước Almendra.

## Các địa điểm đáng chú ý

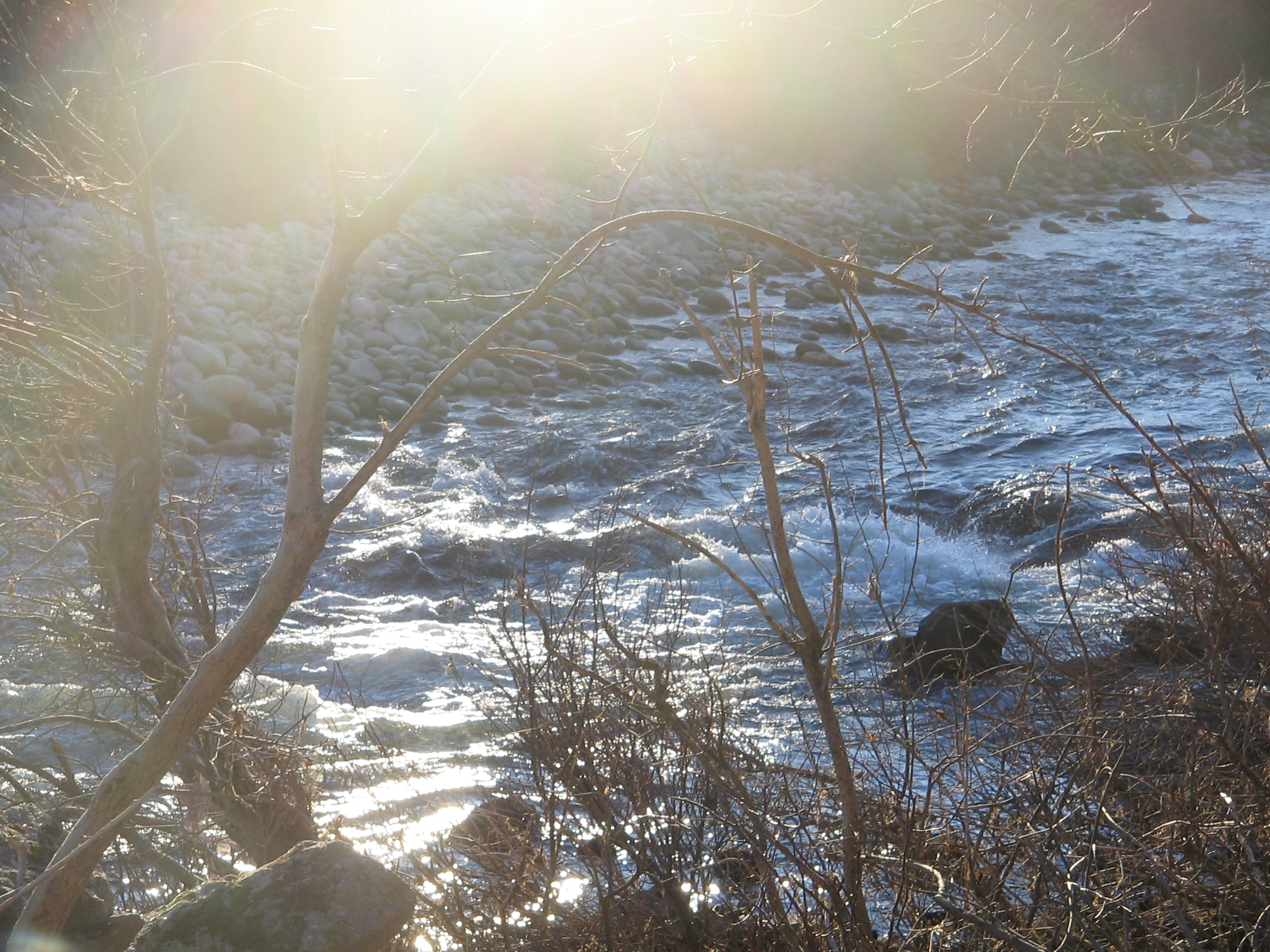
Sông Tormes tại nơi nó vượt qua Navamorisca (El Losar) trên bờ trái và Vallehondo (San Lorenzo de Tormes) ở bên phải, trong tỉnh Ávila

Từ phía bắc tới phía nam là: 
- Salamanca.
- Santa Marta de Tormes.
- Alba de Tormes.
- Guijuelo.
- Puente del Congosto.
- Navamorales.
- El Losar.
- El Barco de Avila.
- La Aliseda de Tormes.
- Angostura de Tormes.
- Hoyos del Espino.
- Navacepeda de Tormes.

## Chi lưu

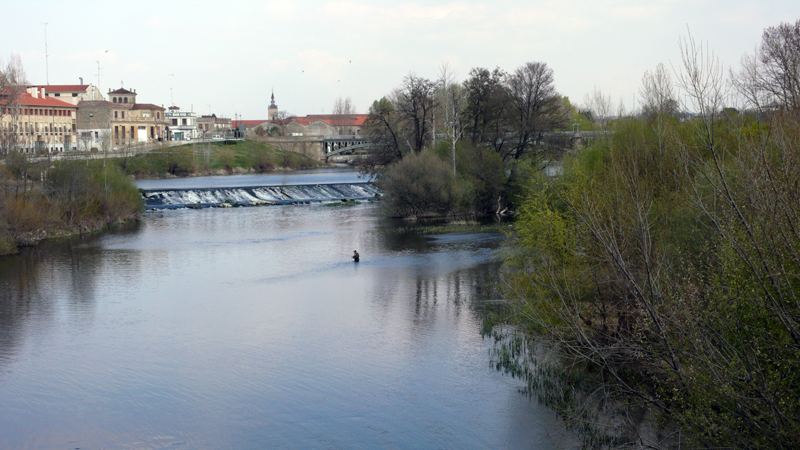
Sông Tormes tại Salamanca.

- Arroyo Zurguén
- Corneja
- Almar
- Aravalle
- Becedillas
- Caballeruelo
- Alhándiga